# Милорад Косановић
Милорад Косановић (Шидски Бановци, 4. јануар 1951) је српски фудбалски тренер и бивши фудбалер.

## Играчка каријера
Каријеру је почео 1969. године у Борову, одакле је 1971. наставио у Малмеу у Шведској. Вратио се 1974. у зрењанински Пролетер, а годину дана касније прешао је у новосадску Војводину, чији дрес је носио од 1975. до 1980. године и одиграо 120 утакмица. Играчку каријеру је завршио 1983, као фудбалер Новог Сада са Детелинаре.
Са Малмеом из Шведске има освојену титулу првака 1974. године и два Купа 1973. и 1974. године, док је у дресу Војводине освојио Средњоевропски куп 1977. Забележио је и 12 утакмица за младу репрезентацију Југославије у периоду од 1970. до 1972. године.

## Тренерска каријера
Тренерску каријеру почео је као помоћник у Новом Саду 1985. године, а затим је четири године био пословни директор и директор у Војводини у време када је клуб освојио другу шампионску титулу 1989. године. Био је и главни тренер Војводине од 1991. до 1995. године, са којом је био врло озбиљан ривал Звезди и Партизану, и чак био први на табели после јесењег дела сезоне 1994/95. Предводио је репрезентацију Малте од 1996. до 1997.
Први пут је био тренер Црвене звезде од 1997. до 1998. године. Са црвено-белима је освојио друго место у шампионату 1997/98, а првак те сезоне је био Обилић. Косановићев тим је на почетку наредне сезоне 1998/99, избацио грузијски Колхети, руски Ротор из Волгограда и француски Мец из Купа УЕФА, а елиминисан је од Лиона. Звезда је против Лиона прву утакмицу играла у Букурешту, а не у Београду због наводне политичке ситуације. Црвено-бели су те јесени имали и нешто слабије резултате у првенству, па је Косановић смењен са места шефа стручног штаба.
Након тога води кинески Вухан (1999.) а затим Далијан од 2000. до 2004. где је бележио сјајне резултате. Један је од најтрофејнијих тренера у кинеском фудбалу. Био је три пута узастопно шампион најмногољудније земље на свету (2000, 2001. и 2002. године), два пута је тријумфовао у Суперкупу Кине (2000. и 2002.) и једном у кинеском ФА Купу 2001. године. Водио је Далијан до финала азијског Купа победника купова 2001. и полуфинала азијске Лиге шампиона 2002. године.
Косановић је био селектор младе репрезентације Србије и Црне Горе од 2004. до 2005, али је смењен после жестоких критика Дејана Савићевића да неоправдано није звао ниједног младог играча из Црне Горе.
Поново је постављен за тренера Црвене звезде у августу 2007. године. У другом мандату у клуб је стигао пред мечеве са Глазгов Ренџерсом у квалификацијама за Лигу шампиона. Није успео да се пласира у елитно такмичење, јер Звезда у том тренутку није имала ефикасног стрелца, који би савладао голмана шкотског тима. Није изгубио утакмицу у шампионату Србије, али је нанизао много нерешених резултата, док је у групној фази Купа УЕФА поражен у Солуну од Ариса са 0:3, па је морао да оде са клупе најтрофејнијег српског клуба.
Касније је поново радио у Кини као тренер Далијана (2008.) и Шанксија од 2010. до 2011. а водио је и Олимпију из Љубљане у сезони 2013/14.